# Karl Movius
Karl Joseph Movius (* 13. Februar 1818 in Koblenz; † 22. Oktober 1898 in St. Goar) war ein preußischer Landrat und Geheimer Regierungsrat.

## Leben
Karl Movius war ein Sohn des Regierungskanzlisten Franz Joseph Movius und dessen Ehefrau Clara Maria Movius, geborenen Eickerenkötter. Movius besuchte das Progymnasium in Mayen und ein Gymnasium in Minden, wo er zu Ostern 1838 die Reifeprüfung ablegte. Im Anschluss studierte er von 1838 bis 1841 Rechts- und Kameralwissenschaften in Berlin. Nach dem Studium wurde er am 26. Juni 1841 Auskultator beim Land- und Stadtgericht Arnsberg. Nach der Ableistung des Militärdienstes bei dem Garde-Schützen-Bataillon nahm er ab dem 1. Juli 1842 eine Tätigkeit beim Justizsenat Ehrenbreitstein auf und wurde ebenda am 9. September 1843 zum Referendar ernannt. Von November 1845 bis Anfang Juli 1846 wurde er mit der kommissarischen Verwaltung der Oberbürgermeisterstelle in Bad Kreuznach betraut, dem ab dem 25. November 1847 eine Beschäftigung als Regierungsassessor bei der Regierung Koblenz folgte. Am 18. April 1848 wurde er erst kommissarischer und am 9. November 1850 definitiver Landrat des Landkreises Sankt Goar. 

„Des Königs Majestät haben den bisherigen Regierungs-Assessor Movius zum Landrat zu ernennen geruht, und ist demselben von dem Herrn Minister des Innern das bisher von ihm verwaltete Landratsamt des Kreises St. Goar nunmehr definitiv verliehen worden.“

Zum 4. Mai 1880 erhielt Movius die Ernennung zum Geheimen Regierungsrat. In Sankt Goar ließ er u. a. ein von der Bevölkerung schon Jahrzehnte zuvor gefordertes Krankenhaus bauen, das über Jahrzehnte seinen Namen trug. Nach 42 Jahren Tätigkeit als Landrat wurde er zum 1. Oktober 1890 pensioniert.

## Auszeichnungen
- 1890: Königlicher Kronen-Orden (Preußen) II. Klasse

## Politik
Der „konstitutionelle“ Movius war von 1855 bis 1890 Mitglied des Landtages (MdL) sowie 1890 Reichstagswahlkandidat (RTK) bei den Reichstagswahlen.

## Familie
Movius heiratete vor 1850 Sophie Schoenfeld (* 11. Juli 1825; † 16. Dezember 1877). Ihre Ehe blieb kinderlos.